# Día festivo (película)
Día Festivo (2008) es un cortometraje mexicano producido en Xalapa, Veracruz, México y dirigido por Eber García. Fue reconocido como Ella primer cortometraje veracruzano en utilizar a internos penitenciarios como actores, fue grabado en las instalaciones del penal de mediana seguridad más grande de América Latina "Pericles Namorado Urrutia" en Villa Aldama, Veracruz, México.

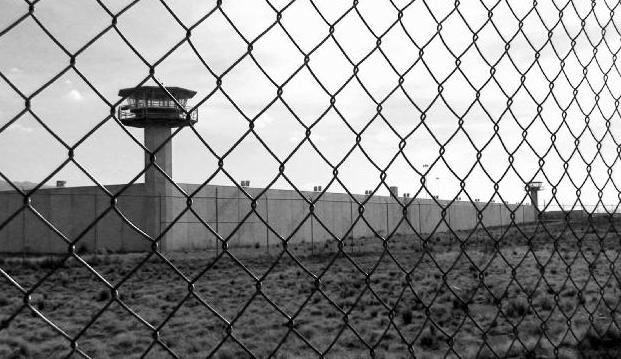
Fotografía del Ce.Re.So. Pericles Namorado Urrutia, en Villa Aldama, Veracruz, México, lugar donde se realizó el cortometraje Día Festivo.

## Sinopsis
En un Centro de readaptación social, un interno penitenciario recibe la noticia que su madre ha muerto. Conseguir el permiso para asistir al entierro resulta más complicado de lo que esperaba, ya que las autoridades no trabajan por ser día festivo.

## Reconocimientos
1. 2010- 6.ª edición del festival “El Cine a las Calles” / Ciudad de México (Mención Retrospectiva -Dolores Hidalgo, México)
2. 2010- 2.ª edición del festival “REC revolución en corto” / Puebla, México (Premio Libertad)
3. 2009- 4.ª edición del Festival Internacional de cortometrajes de México “Short Shorts Film Festival” / Ciudad de México, México (Mención honorífica)
4. 2008- 11.ª edición del festival “Expresión en corto” /San Miguel de Allende y Guanajuato, México (Selección Oficial)
5. 2008- 6.ª edición del “Vancouver Latin American Film Festival” /Vancouver, Canadá (Selección Oficial)
6. 2008- 11.ª edición del “Alucine Latin Media Festival” /Toronto, Canadá (Selección Oficial)
7. 2008- 11.ª  edición del festival “Icaro cine y video” /Guatemala, Guatemala (Selección Oficial)
8. 2008- 3.ª edición de la muestra de cine “Proyector” / Mazatlán, México (Selección Oficial)

## Participación en Muestras y Festivales
1. 2013- XIV Festival Internacional de la Identidad "Cumbre Tajín" / Papantla, México
2. 2012- 19è Festival de Cinema Independent de Barcelona. Sección Pantalla Hall didàctiques de la imatge/ Barcelona, España
3. 2012- “Una mirada en corto” Universidad Veracruzana/ Xalapa, México
4. 2012- Muestra de Cine Comunitario / Santiago de Chile.
5. 2010- “Una mirada en corto” Museo Universitario del Chopo / Ciudad de México, México
6. 2009- VIART festival (VLAFF selection) /Caracas, Venezuela.
7. 2009- Presentación en el programa “Kristoff Cine” conducido por Kristoff Raczinsky del canal TELEHIT para México, América Latina, Estados Unidos y Europa.
8. 2008- Carnaval Cultural de Valparaíso (presencia de Tajín México en Chile) /Valparaíso, Chile.
9. 2008- Muestra “Croma cine y video” /Guadalajara, México

## Premios
2009 Mención especial del jurado: "Día Festivo" de Eber García, Shorts Shorts Film Festival México

## Equipo
- Dirección/Producción/Guion

Eber García
- Fotografía/Edición

Gerardo Landa
- Música

David Ortíz
- Supervisión de Producción/Camarógrafo

Rafael López
- Producción

Maquis Producciones, Ralo Producciones
- Agradecimientos Especiales

Ricardo Benet
Ce.Re.So. Pericles Naromado Urrutia
IVEC

## Reparto
- Héctor Olvera
- Laura Doria
- Marcos Barcelata
- Wilbert Arreola

## Día Festivo: significado
Un día festivo es una fecha del calendario que es resaltada de forma especial, y habitualmente suele ser feriado.
Todas las culturas y naciones celebran diferentes eventos durante el año en fechas específicas de tipo político, cultural o religioso. Estas fechas son señaladas por las legislaciones de los países respectivos.
- Datos: Q2889074